# Norbert Röttgen
Norbert Röttgen (2 de julio de 1965) es un político alemán de la Unión Demócrata Cristiana de Alemania y ex Ministro Federal de Medio Ambiente, Conservación de la Naturaleza y Seguridad Nuclear.

## Biografía
Röttgen se graduó en el instituto de Rheinbach. Después de terminar la secundaria y superar el  Abitur, comenzó a estudiar derecho en la Universidad de Bonn en 1984. Pasó su primer examen de graduación (Staatsexamen) en 1989 y el segundo en 1993 y se dedicó al ejercicio de la abogacía en Colonia. Norbert Röttgen obtuvo el doctorado jurídica de la Universidad de Bonn en 2001.

### Política
Röttgen se unió a la CDU en 1982 cuando todavía era estudiante de secundaria. Desde 1992 hasta 1996, se desempeñó como presidente de la Junge Unión, la organización juvenil de la CDU en el Estado de Renania del Norte-Westfalia. Röttgen fue elegido, por primera vez como miembro de la Bundestag en 1994. Entre 2002 y 2005 se desempeñó como portavoz legal del grupo parlamentario del CDU/CSU.
Durante el primer gabinete de la gran coalición de Angela Merkel en 2005, fue nombrado secretario parlamentario principal del grupo parlamentario de la CDU/CSU del Bundestag hasta 2009.
Desde el 28 de octubre de 2009, Röttgen fue  Ministro Federal de Medio Ambiente, Conservación de la Naturaleza y Seguridad Nuclear en el segundo gabinete de Angela Merkel. Desde noviembre de 2010, Norbert Röttgen fue el vicepresidente de la CDU en Alemania, así como el presidente de la CDU en el Estado de Renania del Norte-Westfalia.
Röttgen se retiró del gobierno de Merkel en 2012 después de postularse como candidato para ministro presidente de Renania del Norte-Westfalia en las elecciones estatales de ese año en las que logró uno de los peores resultados en la historia de su partido. Fue despedido del gabinete días después del resultado.
Desde 2014 es presidente de la Comisión de Asuntos Exteriores del Bundestag.
Fue candidato en la elección de liderazgo de la Unión Demócrata Cristiana de Alemania de enero de 2021, en la que obtuvo el tercer lugar. No obstante, logró obtener un lugar en el presídium del partido.
Röttgen postuló nuevamente en la elección de liderazgo de la Unión Demócrata Cristiana de Alemania de diciembre de 2021, obteniendo esta vez el segundo lugar.

## Publicaciones
- 1. Was bedeutet Fortschritt heute? Röttgen, Norbert. - Berlín : BMU, Referat Öffentlichkeitsarbeit, 2010, Stand: Februar 2010, 1. Aufl. (en alemán)
- 2. Bürokratiekostenabbau in Deutschland. Baden-Baden : Nomos, 2010, 1. Aufl. (en alemán)
- 3. Deutschlands beste Jahre kommen noch. Röttgen, Norbert. - München : Piper, 2009 (en alemán)
- 4. Wir haben viel erreicht. Berlin : CDU/CSU-Fraktion im Dt. Bundestag, 2008 (en alemán)
- 5. Parlamentarische Kontrolle der Nachrichtendienste im demokratischen. Rechtsstaat. Sankt Augustin : Konrad-Adenauer-Stiftung, 2008 (en alemán)
- 6. Wirtschaft trifft Politik / 2007. Deutschland und Europa im Prozess der Globalisierung. 2008 (en alemán)
- 7. Gut, dass die Union regiert. Berlín : CDU/CSU Fraktion im deutschen Bundestag, 2007, Stand: September 2007 (en alemán)
- 8. Was wir erreicht haben. Berlín : CDU/CSU-Fraktion im Dt. Bundestag, 2006 (en alemán)
- 9. Die Argumentation des Europäischen Gerichtshofes. Röttgen, Norbert, 2001 (en alemán)